# Gnamptogenys sulcata
Gnamptogenys sulcata es una especie de hormiga del género Gnamptogenys, categorizada en la tribu Ectatommini, de la subfamilia Ectatomminae. Fue descrita por Smith en 1858.

## Distribución
Se distribuye por América: Argentina, Belice, Bolivia, Brasil, Colombia, Costa Rica, Ecuador, Guayana Francesa, Guatemala, Guyana, Honduras, México, Nicaragua, Panamá, Paraguay, Perú, Surinam y Venezuela.

## Hábitat
Habita en selvas tropicales, jardines, bosques húmedos tropicales y montanos, bosques en crecimiento y lluviosos, la vegetación baja y hojarasca. Se ha encontrado a elevaciones de 2 hasta 1260 m s. n. m.